# 1725
Évszázadok: 17. század – 18. század – 19. század
Évtizedek: 1670-es évek – 1680-as évek – 1690-es évek – 1700-as évek – 1710-es évek – 1720-as évek – 1730-as évek – 1740-es évek – 1750-es évek – 1760-as évek – 1770-es évek
Évek: 1720 – 1721 – 1722 – 1723 –  1724 – 1725 – 1726 – 1727 – 1728 – 1729 – 1730

## Események
- szeptember 1. - Esterházy Imre veszprémi püspököt kinevezték esztergomi érsekké.

## Születések
- január 15. – Pjotr Alekszandrovics Rumjancev-Zadunajszkij, marsall, államférfi, a 18. század egyik legkiválóbb orosz hadvezére († 1796)
- február 25. – Karl Wilhelm Ramler, német költő († 1788)
- március 20. – I. Abdul-Hamid, az Oszmán Birodalom 28. szultánja († 1789)
- április 2. – Giacomo Casanova, velencei kalandor, író († 1798)
- április 6. – Pasquale Paoli, korzikai szabadsághős († 1807)
- április 18. – Emmanuel de Rohan-Polduc, a Máltai lovagrend 70. nagymestere († 1797)
- április 25. – Philipp Ludwig Statius Müller, német zoológus, ornitológus és entomológus († 1776)
- október 16. – Gvadányi József, generális, író († 1801)
- október 21. – Franz Moritz von Lacy, gróf, osztrák tábornagy, császári hadvezér († 1801)
- november 11. – Festetics Pál huszár alezredes, földbirtokos († 1782)
- december 12. – Végh Péter, országbíró († 1802)

## Halálozások
- január 4. – Bethlen Katalin, erdélyi fejedelemasszony, II. Apafi Mihály erdélyi fejedelem felesége (* ismeretlen)
- február 8. – I. (Nagy) Péter, az Orosz Birodalom első Imperátora (* 1672)
- augusztus 23. – Keresztély Ágost (németül: Christian August von Sachsen-Zeitz), hercegprímás és bíboros (* 1666)
- november 6. – Bercsényi Miklós gróf, kuruc főgenerális, II. Rákóczi Ferenc közeli harcostársa, a szabadságharc egyik irányítója (* 1665)